# Улътау
Улътау (на казахски: Ұлытау; на руски: Улутау) е нископланински масив в югозападната част на Казахската хълмиста земя, в Казахстан, основно на територията на Улътауска област и частично в югоизточната част на Костанайска област.
Дължина от север на юг около 200 km. Максимална височина връх Акмешит 1133 m, (48°38′39″ с. ш. 66°56′46″ и. д. / 48.644167° с. ш. 66.946111° и. д.), издигащ се в централната му част, западно от районния център село Улътау, Улътауски район. Изграден е предимно от гранити. Склоновете му са голи и скалисти, силно разчленени от дълбоки дефилета на временни реки, в които растат степни треви, пелин и ефедра, а по каменистите склонове са срещат и дребни храсти. От него водят началото си няколко реки, повечето от които са временни, принадлежащи предимно към вътрешни безотточни басейни. Терсакан – ляв приток на Ишим (от басейна на Иртиш), Кара-Тургай – лява съставяща на Тургай, Кара-Кенгир – десен приток на Саръсу, Улъ-Жъланшък, Байконър и Калмаккърълган – губещи се пустинните пясъци.